# Dziedziczna neuropatia z nadwrażliwością na ucisk
Dziedziczna neuropatia z nadwrażliwością na ucisk, inna nazwa wrodzona neuropatia z porażeniami z ucisku (ang. Hereditary neuropathy with liability to pressure palsy - HNPP) – genetycznie uwarunkowana choroba układu nerwowego spowodowana delecją w chromosomie 17 (locus p11.2) genu kodującego białko PMP-22 (białko mieliny obwodowej). 
Choroba charakteryzuje się dziedziczeniem autosomalnym dominującym.
U chorych występują nawracające epizody mononeuropatii powodowane niewielkimi uciskiem lub rozciągnięciem w miejscach fizjologicznych cieśni nerwowych. Niedowłady mogą być poprzedzone parestezjami, drętwieniami. U chorych spotyka się skrzywienie kręgosłupa, deformacje stóp.
Różnicowanie: porażenie sobotniej nocy.

## Rozpoznanie
- obraz kliniczny
- wywiad rodzinny
- badanie  elektrofizjologiczne (zmiany w niezajętych klinicznie nerwach)
- badanie DNA[2]
- biopsja nerwu łydkowego - zgrubienia mielinowe (ang. tomaculae)[1]

## Leczenie
Leczenie polega na zapobieganiu porażeniom, rehabilitacja.